# 黑叶蒲桃
黑叶蒲桃（学名：Syzygium thumra）是桃金娘科蒲桃属的植物。分布于缅甸、马来西亚以及中国大陆的云南等地，生长于海拔630米至1,140米的地区，多生在常绿阔叶林中，目前尚未由人工引种栽培。